# Anna Mungunda
Anna Kakurukaze Mungunda, née en 1932 dans le sud-ouest africain (actuelle Namibie) et morte le 10 décembre 1959, est une femme d'origine herero qui fut victime du soulèvement de Old Location à Windhoek le 10 décembre 1959.
Depuis l'indépendance de la Namibie, le 21 mars 1990, Anna Mungunda est considérée comme l'une des héroïnes du pays pour l'accès à l'indépendance.

## Éléments biographiques
Mungunda est née en 1932. Son père est un ouvrier migrant, Theopoldt Shivute, et sa mère Emilie Kavezeri est une nièce de Hosea Kutako. Elle a eu trois frères et sœurs qui sont tous morts durant leur enfance.
En 1959, le sud-ouest africain est sous-mandat sud-africain. La décision du gouvernement Verwoerd d'y mettre en œuvre les lois de l'apartheid (dont le Group Areas Act) en créant de nouvelles banlieues dans le nord-ouest de Windhoek afin d'y déplacer et reloger tous les habitants noirs provoque des manifestations et des émeutes dans la première quinzaine de décembre 1959. Plus d'une dizaine de personnes sont tuées par les forces de l'ordre, dont Anna Mungunda,.
Les sources ne sont pas d'accord sur ce qui est arrivé exactement à Anna Mungunda, qui travaillait alors comme employée de maison, le jour du soulèvement. Il est rapporté qu'une fusillade, qui toucha mortellement son fils unique, Kaaronda Mungunda, la révolte tellement qu'elle court vers la voiture d'un administrateur de haut rang, verse de l'essence sur ce véhicule, et y met le feu. Le véhicule appartenait au maire Jaap Snyman ou à un surintendant de la police, de Wet. D'autres véhicules ont été incendiés à la suite de son intervention. Elle a été abattue pendant ou immédiatement après cette action.

Anna Mungunda est l'un des neuf héros nationaux de la Namibie qui ont été identifiés lors de l'inauguration du mémorial Heroes' Acre  près de Windhoek. Sam Nujoma, a fait remarquer dans son discours d'inauguration, le 26 août 2002 :

« En ce jour fatidique [du soulèvement], douze manifestants pacifiques ont été tués et plus de cinquante autres ont été blessés. Face à cette brutalité, une jeune femme courageuse et intrépide du nom de Kakurukaze Mungunda a démontré sa bravoure et son héroïsme en incendiant la voiture de De Wet qui était le surintendant de la zone de ségrégarion implantée à Windhoek. Elle a été abattue sur place et tuée de sang froid par la police répressive du régime d'apartheid sud-africain. À son esprit révolutionnaire et à sa mémoire visionnaire, nous offrons humblement notre honneur et notre respect »

.

## Postérité
Anna Mungunda est honorée sous la forme d'une pierre tombale de granit avec son nom gravé et son portrait sur la dalle. 
Son nom a également été donné à une rue de Berlin, dans l’Afrikanisches Viertel (en français : « quartier africain ») de la capitale allemande,.  Cette rue était précédemment dédiée à Carl Peters, un explorateur allemand de l'Afrique et l'un des principaux organisateurs de la colonisation allemande, connu pour sa brutalité envers les populations locales. Elle porte désormais officiellement deux noms différents : une partie porte le nom d’Anna Mungunda, Anna-Mungunda-Allee, l’autre s’appelle Maji-maji-Allee en l’honneur d'un mouvement anti-colonial tanzanien.